# Arzbach (Auerbach)
Der Arzbach ist ein ganzjähriges Fließgewässer im Mangfallgebirge.
Er entsteht im Wendelsteingebiet etwas oberhalb der Kronberger Alm, fließt im Arzmoos weitgehend nordwärts.
An einer Talstufe am Fuße des Jackelberg fällt er über den ca. 30 m hohen Arzmoos-Wasserfall ins untere Arzmoos.
Mäandernd fließt der Bach weiter nordwärts und unterquert die Brücke der Sudelfeldstraße (Alpenstraße bzw. Bundesstraße 307), bevor er von links in den Auerbach mündet.

## Galerie

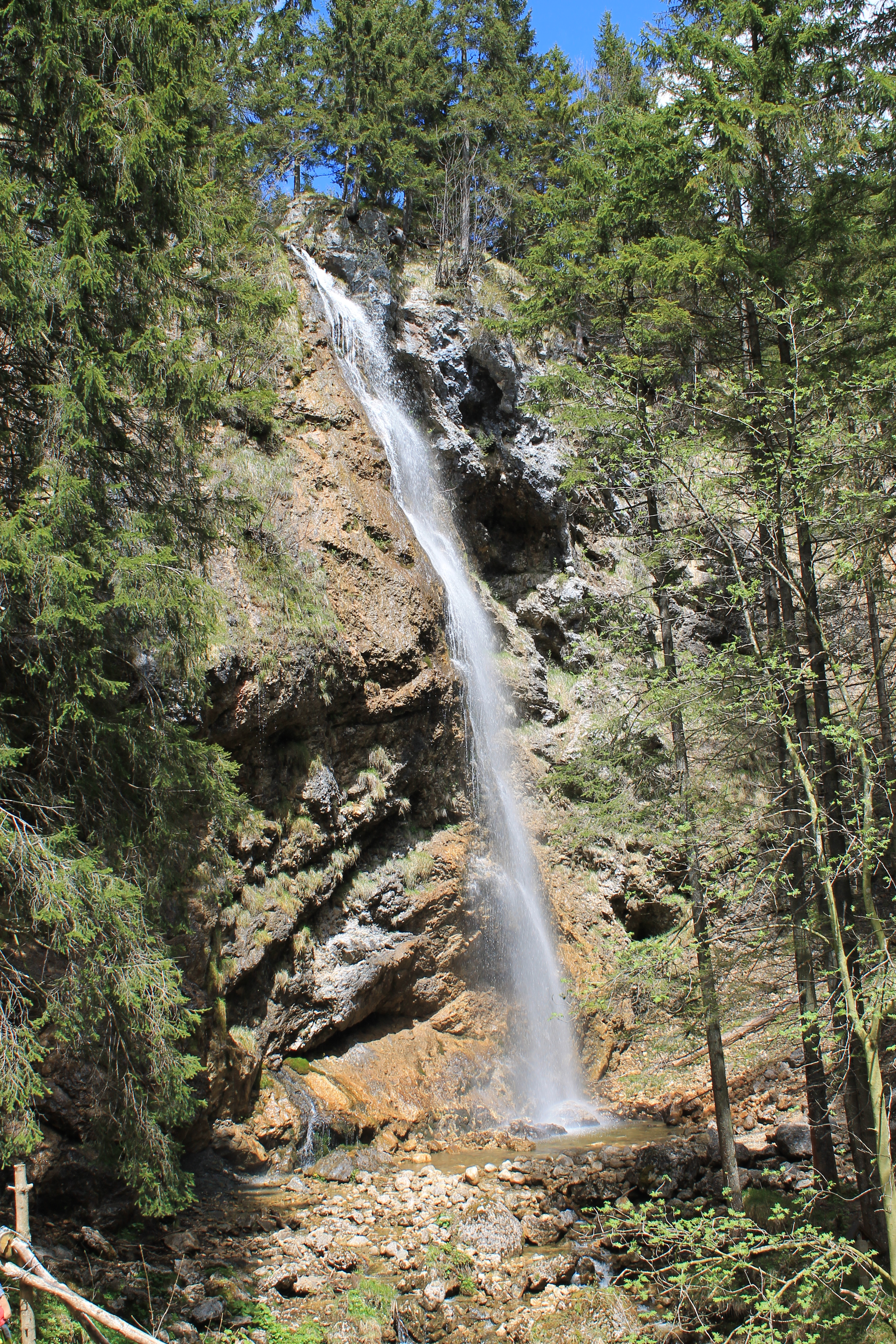
Arzmoos-Wasserfall